# Brussels Airlines speciale vliegtuigkleurenschema's
Dit artikel biedt een overzicht van de speciale vliegtuigkleurenschema's voor Airbus A320's die de Belgische luchtvaartmaatschappij Brussels Airlines in financiële samenwerking met bedrijven en organisaties maakt. Ze tonen kleurige afbeeldingen en slogans die beginnen met we fly you to the home of … Soms volgt ook het interieur het thema. Na het eerste toestel voor de Rode Duivels volgde een reeks die aangeduid wordt als Belgian Icons.

## Trident
Door samenwerking met de Koninklijke Belgische Voetbalbond (KBVB) werd Brussels Airlines in 2014 de officiële luchtvaartmaatschappij van de Rode Duivels. Voor het WK 2014 vloog Brussels Airlines SN2014 met de Rode Duivels en 150 supporters naar São Paulo in een vliegtuig dat speciaal ontworpen was voor deze gelegenheid.
Voor het Europees Kampioenschap 2016 in Frankrijk, heeft Brussels Airlines haar Airbus A320 (OO-SNA) een nieuwe ontwerp gegeven. Het kreeg de naam Trident en werd op 4 april 2016 onthuld. Het toont foto's van de spelers en de slogan we fly you to the home of the Red Devils. Binnenin tonen de overhead bins 33 spelers en de coaches Marc Wilmots en Vital Borkelmans. Op 15 november 2022 kwam er een nieuwe versie, die ook van de vrouwenploeg Red Flames meeneemt. De slogan werd aangevuld tot we fly you to the home of the Belgian Red Devils and Red Flames.

## Rackham
Het thema verwijst naar het stripverhaal De schat van Scharlaken Rackham uit de stripreeks Kuifje en is gesponsord door Moulinsart. Het toestel met registratie OO-SNB werd op 16 maart 2015 onthuld en toont een 37 meter lange zwarte haai. De slogan is we fly you to the home of Tintin. Het schilderwerk onder leiding van vliegtuigairbrusher Andre Eisele kostte 1500 manuren. Het interieur bevat scènes uit het stripboek, dat ook voor passagiers beschikbaar is. Het kleurenschema zal blijven tot 2025.

## Magritte
Deze Belgian Icon met als thema de Belgische surrealistische schilder René Magritte werd op 21 maart 2016 geïntroduceerd op de OO-SNC in samenwerking met de Stichting Magritte. Het toestel toont drie schilderijen: La Belle Société (1965-1966), La Clairvoyance (1936) en Le Retour (1940). De slogan is we fly you to the home of Magritte. Deze versie zou tot 2022 blijven, maar in april 2021 kondigde Brussels Airlines aan dat A320 (OO-SNC) na vijf jaar een beschildering krijgt in de Star Alliance-kleuren, geen special livery.

## Amare
"Amare", een samenwerking met Tomorrowland, werd op 23 februari 2017 geïntroduceerd in de Belgian Icon-serie op de OO-SNF. De slogan is we fly you to the home of Tomorrowland.
In 2024 is de samenwerking verlengd tot 2028 en werd het thema overgezet naar de OO-SBB. Door sociale media-apps zoals TikTok en Instagram kan dit nieuwe ontwerp tot leven gebracht worden met augmented reality.

## Aerosmurf
Voor de wedstrijd Ontwerp onze volgende Belgian Icon uit 2017 kwam Marta Mascellani met een smurfenthema vanwege het zestigjarig jubileum van de Smurfen in 2018. De slogan was we fly you to the home of the Smurfs. Het ontwerp zou tot 2024 op het vliegtuig staan.

## Bruegel
Naar aanleiding van het Bruegeljaar 2019 werd op 2 mei 2019 de Vlaamse schilder Pieter Bruegel de Oude als Belgian Icon getoond op Brussels Airport, naar een ontwerp van het Belgische kunstenaarsduo Jos De Gruyter & Harald Thys. Net zoals het Tomorrowland-vliegtuig Amare werd de  OO-SNE in East Midlands met de hand geschilderd, wat 19 dagen in beslag nam. Ook op de overhead bins kwam het thema terug.